# Franjo Iveković

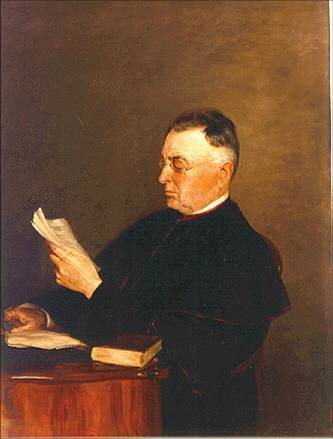
Franjo Iveković, obraz Otona Ivekovića, 1894

Franjo Iveković (ur. 19 września 1834 w Klanjcu, zm. 2 marca 1914 w Zagrzebiu) – chorwacki językoznawca, duchowny katolicki i pisarz religijny, rektor Uniwersytetu Zagrzebskiego.

## Życie
Franjo Iveković urodził się w Klanjcu. Jego ojciec był notariuszem. Po ukończeniu szkoły podstawowej, wyjechał do gimnazjum w Zagrzebiu. Ze względu na przygotowania do wojny z Węgrami, szkoły zostały zamknięte, co spowodowało roczne opóźnienie w jego edukacji. W szóstej klasie poznał Josipa Miškatovicia, z którym pozostawał w bliskiej przyjaźń aż do śmierci Miškatovicia. Uczył się dobrze, miał najlepsze wyniki w klasie. Następnie udał się do seminarium w Peszcie, jednak nie był zadowolony i chciał powrócić do Zagrzebia. Dał się jednak przekonać i pozostał w mieście, gdzie otrzymał święcenia kapłańskie w 1860.
W ostatnich latach życia nękało go wiele schorzeń, których przybywało z wiekiem, utrudniając mu pracę. Umarł rankiem, 2 marca 1914 roku w Zagrzebiu. Został pochowany 4 marca na Cmentarzu Mirogoj.

## Kariera
Służył jako kapelan, początkowo w mieście Kloštar, a następnie w Novim Gradzie. Nie trwało to jednak długo, wkrótce potem postanowił wyjechać do Wiednia, gdzie się doktoryzował. Przez krótki okres pełnił funkcję kapelana kościoła Świętego Marka w Zagrzebiu, i po niedługim czasie został minowany profesorem w seminarium. W 1874 roku został wykładowcą na nowo utworzonym Uniwersytecie Franciszka Józefa I, gdzie wykładał Stary testament i język hebrajski, następnie jako docent nauczał języka syryjskiego i chaldejskiego. Był dwukrotnie dziekanem Wydziału Teologii na Uniwersytecie w Zagrzebiu. Po raz pierwszy w roku akademickim 1876/1877, i drugi raz w roku akademickim 1884/1885. Służył jako rektor Uniwersytetu od 1879 do 1880. Na Wydziale Teologicznym w Zagrzebiu nauczał oprócz języków orientalnych, również egzegezy biblijnej.

## Wybrana twórczość
- Franjo Iveković (1879) Biblijska poviest starozavjetne objave Božje za srednje škole,
- Franjo Iveković (1879) Biblijska poviest novozavjetne objave Božje za srednje škole, tom I
- Franjo Iveković (1897) Ogled. Rječnik hrvatskoga jezika iz književnih djela Vuka Karadžića i Gjura Daničića
- Franjo Iveković (1901) Rječnik hrvatskoga jezika
- Franjo Iveković (1905) Drugi padež množine s nastavkom î u imenicama ženskih, koje imaju u prvom padežu jednine nastavak, [w:] „Razredi filologičko-historički i filosofičko-juridički”: Knj. 64 (1905)
- Franjo Iveković (1905) Dr. Ante Starčević: značajne crte o njemu
- Franjo Iveković (1908) Biblijska povjest novozavjetne objave Božje za srednje škole, tom II
- Franjo Iveković (1911) Biblijska povijest novozavjetne objave Božje za srednje škole, tom III
- Franjo Iveković (1873–1888) Životi svetaca i svetica Božjih, 12 tomów